# Discursul regelui
Discursul regelui (din engleză The King's Speech) este un film britanic din 2010 dramă istoric regizat de Tom Hooper după un scenariu de David Seidler. Colin Firth interpretează rolul Regelui George al VI-lea care, pentru a scăpa de bâlbâiala lui, îl angajează pe Lionel Logue (Geoffrey Rush), un specialist australian în logopedie. Cei doi bărbați devin buni prieteni pe măsură ce lucrează împreună, și, după ce fratele său Edward al VIII-lea abdică, noul rege se bazează pe Logue pentru a-l ajuta să facă o emisiune la radio în ziua în care Marea Britanie începe războiul cu Germania nazistă la începutul celui de-al doilea război mondial.
A avut premiera pe 6 ianuarie 2010 la Festivalul de Film de la Telluride și pe 7 ianuarie 2011 în Marea Britanie.

## Distribuție
- Colin Firth - Regele George al VI-lea
- Geoffrey Rush - Lionel Logue
- Helena Bonham Carter - Regina Elizabeth
- Guy Pearce - Regele Edward al VIII-lea
- Timothy Spall - Winston Churchill
- Derek Jacobi - Arhiepiscop Cosmo Lang
- Jennifer Ehle - Myrtle Logue
- Anthony Andrews - Stanley Baldwin
- Claire Bloom - Queen Mary
- Eve Best - Wallis Simpson
- Freya Wilson - Princess Elizabeth
- Tim Downie - the Duke of Gloucester
- Roger Hammond - Dr. Blandine Bentham
- Ramona Marquez - Prințesa Margaret
- Michael Gambon - Regele George al V-lea
- Roger Parrott - Neville Chamberlain
- Richard Dixon - Secretarul Privat al Regelui